# Alois Irlmaier
Alois Irlmaier (Siegsdorf, 8 de junho de 1894 - Freilassing, 26 de julho de 1959) era um construtor de poços de profissão e tornou-se conhecido por ser adivinhado. Irlmaier é responsável por prever os locais dos bombardeios e o paradeiro de pessoas desaparecidas durante a Segunda Guerra Mundial. Ele também teria ajudado a solucionar crimes.